# 天堂城
天堂城（てんどうじょう）は、石川県輪島市別所谷町にあった日本の城。輪島市の史跡に指定されている。

## 概要
外能登一帯を支配した温井一族の本城であった。残された遺構の規模から奥能登においては最大規模の城郭であったと予想される。
天正6年（1578年）、城主温井景隆は穴水城奪還を目指す長連龍と織田氏の連合軍に敗北（菱脇の戦い）。
景隆は越後へと逃げ延び、天堂城は長連龍の手に渡る。

## その他
温井氏残党が軍資金を隠したとの噂から、埋蔵金伝説が囁かれているが定かではない。